# レシステンシア
レシステンシア（Resistencia）は、アルゼンチンの都市。人口は29万723人（2010年）。アルゼンチン北東部、パラナ川の西岸に位置し、チャコ州の州都である。また、パラナ川の対岸に位置するコリエンテスとは双子都市であり、両市が一体となった都市圏を形成している。

## 概要
このレシステンシアにはもともとGuaycuru人が住んでいたが、彼らがキリスト教の伝道に抵抗したため、ヨーロッパ人のこの地方への本格的な植民は19世紀末にまでずれ込んだ.。1865年まではこの地方に入植地は無かったが、1878年1月27日、レシステンシア市がこの地方の首都として建設された。同年、第1次の入植団がイタリアから到着した。政府は移民を支援し、第1回の都市評議会はイタリア移民のみで構成された。その後の移民にもイタリア人が多く、イタリア色がこの町に強く残ることとなった。
レシステンシアはアルゼンチンで最も暖かい都市の一つであり、夏の頻繁な雷と非常に蒸し暑い気候で知られている。気候は温帯であり、涼しく乾いた時期と、長く蒸し暑い夏に分かれる。夏の気温は毎日30 ℃から35 ℃、時には38 ℃まで上がる。最高気温の記録は42.3 ℃である。夜は暖かく粘りつくような気候で、19 ℃から25 ℃程 ℃の気温となる。午後には雷雨がよく起こる。秋になるのは遅く、3月や4月が秋となる。この時期は降水量が多く、月に284mmにのぼる。5月から9月にかけては冬であり、気温は20 ℃から10 ℃となる。
レシステンシアは近隣の農業及び河港としての商業に基づいているが、近年ではサービス産業が伸びてきている。アルゼンチン国立統計研究所によれば、2006年のレシステンシアの貧困ライン以下の住民は55.6%にのぼっており、国内で最悪となっている.。
レシステンシアは「屋外の博物館」「彫刻の町」と呼ばれるとおり、街中に500を超える彫刻や芸術作品が配置されており、全国的に知られている.。市は1988年からビエンナーレ国際彫刻コンクールを開催し、コンテスト終了後、展示されていた彫刻は、公園や歩道に設置されている。1997年以来、イベントはユネスコによって後援されている。また、多くの美術館や博物館がある。
レシステンシア国際空港は1965年に開港し、1971年にはモダニスト建築家のアマンシオ・ウィリアムズによるターミナルビルが完成した。レシステンシアには南北に抜ける国道11号と西に向かい国道16号がはしっており、また1973年には対岸のコリエンテスとを結ぶGeneral Belgrano橋が完成した。国鉄の民営化に伴い1990年代初頭に鉄道が閉鎖されたが、1997年に州政府の出資によって鉄道が再設置された.。

## 姉妹都市
- ウーディネ、イタリア （1978）
- トレント、イタリア （2002）
- アスンシオン、パラグアイ （2006）
- サン・ヴィセンテ、ブラジル （2006）